# Sniper Wolf
Sniper Wolf es una especialista militar de origen kurdo, miembro de élite del FOXHOUND, como personaje de ficción de la serie Metal Gear. Es una gran francotiradora, entrenada para aguantar días y meses por su víctima. Calculadora y métodica. De fuertes convicciones debido a su etnia kurda sin nación representativa actualmente. Pese a su personalidad, fría y seductora, se esconde una triste historia, de una vida solitaria y vagando sin rumbo (no menciona en ningún momento a sus padres, aunque se intuye que murieran en alguna guerra civil). Fue gracias a Big Boss (con quien vivió cuando era niña en la fortaleza de Big Boss junto con otros niños) encontró una familia y un sentido a su vida.
El personaje comparte similitudes con la francotiradora ucraniana Lyudmila Pavlichenko siéndole adjudicadas a esta en su haber 309 bajas durante su servicio activo, ostentando probablemente el récord femenino, que poco dista del posible récord masculino.
Durante el incidente de Shadow Mosses, Wolf luchó en un duelo de francotiradores contra Solid Snake en dos ocasiones: la primera al herir de gravedad a Meryl Silverbugh y la segunda, llegando al hangar donde ocultaban al Metal Gear. En la primera ocasión, fingió su derrota para capturar a Solid Snake. Se destaca la frase de Sniper Wolf a Solid Snake en cuanto lo captura: "Dos tercios de los mejores asesinos del mundo son mujeres". Sin embargo, en el segundo duelo, fue derrotada por Solid Snake. Tras este duelo, ya moribunda, pidió su rifle a Snake, para luego pedirle a este que la matara para acabar su sufrimiento en una emotiva escena donde muere rodeada de sus queridos lobos, Snake y Otacon en MGS: The Twin Snakes, y sola con Snake y Otacon en el caso del Metal Gear Solid de PlayStation, Otacon, había llegado a desarrollar un interés romántico por ella.
Un detalle curioso de la versión de Playstation, es que al abandonar el lugar donde murió Sniper Wolf en el juego, y regresar un poco más tarde, encontramos que su cadáver ya no está y en su lugar hay un pequeño lobo blanco vagando en esa área.
- Datos: Q1056368